# Première circonscription du Gard
La première circonscription du Gard est l'une des 6 circonscriptions législatives françaises que compte le département du Gard situé en région Occitanie.

## Description géographique et démographique

### De 1958 à 1986
Le département avait quatre circonscriptions.
La première circonscription était composée de :
- canton de Nîmes-1
- canton de Nîmes-2
- canton de Nîmes-3
- canton de Saint-Mamert-du-Gard

(source : Journal Officiel du 13-14 Octobre 1958).

### De 1988 à 2010
La première circonscription du Gard est délimitée par le découpage électoral de la loi no 86-1197 du 24 novembre 1986
, elle regroupe les divisions administratives suivantes :
- Canton de Nîmes-1
- Canton de Nîmes-3
- Canton de Nîmes-4
- Canton de Nîmes-5
- Canton de Nîmes-6
- La Vistrenque.

### Depuis 2010
Avec le nouveau redécoupage la circonscription regroupe les cantons de :
- Canton de Nîmes-1
- Canton de Nîmes-3
- Canton de Nîmes-6
- Canton de Beaucaire
- Canton de La Vistrenque.

D'après le recensement général de la population en 2022, réalisé par l'Institut national de la statistique et des études économiques (INSEE), la population totale de cette circonscription est estimée à 136138 habitants,.

| Nom                      | Code Insee | Intercommunalité             | Superficie (km2) | Population (dernière pop. légale) | Densité (hab./km2) |
| ------------------------ | ---------- | ---------------------------- | ---------------- | --------------------------------- | ------------------ |
| Beaucaire                | 30032      | CC Beaucaire Terre d'Argence | 86,52            | 15 695 (2022)                     | 181                |
| Bellegarde               | 30034      | CC Beaucaire Terre d'Argence | 44,96            | 7 929 (2022)                      | 176                |
| Bouillargues             | 30047      | CA Nîmes Métropole           | 15,77            | 6 119 (2022)                      | 388                |
| Caissargues              | 30060      | CA Nîmes Métropole           | 8,02             | 4 077 (2022)                      | 508                |
| Fourques                 | 30117      | CC Beaucaire Terre d'Argence | 38,24            | 2 701 (2022)                      | 71                 |
| Garons                   | 30125      | CA Nîmes Métropole           | 12,28            | 5 244 (2022)                      | 427                |
| Jonquières-Saint-Vincent | 30135      | CC Beaucaire Terre d'Argence | 21,32            | 3 886 (2022)                      | 182                |
| Milhaud                  | 30169      | CA Nîmes Métropole           | 18,25            | 6 142 (2022)                      | 337                |
| Nîmes                    | 30189      | CA Nîmes Métropole           | 161,85           | 150 444 (2022)                    | 930                |
| Rodilhan                 | 30356      | CA Nîmes Métropole           | 4,69             | 2 810 (2022)                      | 599                |
| Vallabrègues             | 30336      | CC Beaucaire Terre d'Argence | 14,33            | 1 376 (2022)                      | 96                 |

- fraction de la commune de Nîmes incluse dans la circonscription (anciens canton de Nîmes-1, Nîmes-3, Nîmes-6, Nîmes-7 (La Vistrenque) ) : 80 159 habitants

## Historique des députations
| Législature | Début de mandat | Fin de mandat  | Député          | Parti politique | Observations                                                                           |
| ----------- | --------------- | -------------- | --------------- | --------------- | -------------------------------------------------------------------------------------- |
| IXe         | 23 juin 1988    | 1er avril 1993 | Jean Bousquet   | UDF             |                                                                                        |
| Xe          | 2 avril 1993    | 21 avril 1997  | Jean Bousquet   | UDF             | Mandat écourté à la suite d'une dissolution parlementaire décidée par Jacques Chirac.  |
| XIe         | 12 juin 1997    | 18 juin 2002   | Alain Clary     | PCF             |                                                                                        |
| XIIe        | 19 juin 2002    | 19 juin 2007   | Yvan Lachaud    | UDF             |                                                                                        |
| XIIIe       | 20 juin 2007    | 19 juin 2012   | Yvan Lachaud    | NC              |                                                                                        |
| XIVe        | 20 juin 2012    | 20 juin 2017   | Françoise Dumas | PS              |                                                                                        |
| XVe         | 21 juin 2017    | 21 juin 2022   | Françoise Dumas | REM             |                                                                                        |
| XVIe        | 22 juin 2022    | 9 juin 2024    | Yoann Gillet    | RN              | Mandat écourté à la suite d'une dissolution parlementaire décidée par Emmanuel Macron. |

## Historique des élections

### Élections de 1958
| Candidat       | Candidat                | Parti                     | Premier tour | Premier tour | Second tour | Second tour |  |
| Candidat       | Candidat                | Parti                     | Voix         | %            | Voix        | %           |  |
| -------------- | ----------------------- | ------------------------- | ------------ | ------------ | ----------- | ----------- |  |
|                | Pierre Gamel élu        | UNR                       | 15 809       | 37,68        | 27 505      | 67,64       |  |
|                | Louis Maurin            | PCF                       | 10 391       | 24,77        | 13 159      | 32,36       |  |
|                | Louis Bieau             | SFIO                      | 5 729        | 13,65        | Retrait     | Retrait     |  |
|                | Henri Michard           | UFF                       | 3 383        | 8,06         | Retrait     | Retrait     |  |
|                | Jean Heyral             | Divers droite (Gaulliste) | 3 233        | 7,71         | Retrait     | Retrait     |  |
|                | François Rebeuf         | Radsoc                    | 2 096        | 5            |             |             |  |
|                | Jacques Compère-Roussey | UFD                       | 1 317        | 3,14         |             |             |  |
|                |                         |                           |              |              |             |             |  |
| Inscrits       | Inscrits                | Inscrits                  | 60 288       | 100,00       | 60 285      | 100,00      |  |
| Abstentions    | Abstentions             | Abstentions               | 17 317       | 28,72        | 17 875      | 29,65       |  |
| Votants        | Votants                 | Votants                   | 42 971       | 71,28        | 42 410      | 70,35       |  |
| Blancs et nuls | Blancs et nuls          | Blancs et nuls            | 1 013        | 2,36         | 1 746       | 4,12        |  |
| Exprimés       | Exprimés                | Exprimés                  | 41 958       | 97,64        | 40 664      | 95,88       |  |

Cette élection fut l'objet d'un contentieux. François Rebeuf au premier tour manqua d'une voix la barre des 5 % des suffrages exprimés et donc le remboursement des frais de campagne. Il dénonce que plusieurs bulletins à son nom furent comptés comme nuls. La Commission constitutionnelle provisoire (organe transitoire prévu par l'article 91 de la Constitution) fit une interprétation restrictive de l'article 59 et rejette la requête : elle ne juge que les contentieux devant l'élection d'un parlementaire. La jurisprudence Rebeuf fut reprise par le conseil constitutionnel mais est assez critiquée par les juristes et le conseil d'État, du fait que les opérations de préparation, le premier tour ou les dépouillements ne sont pas pris en compte alors qu'il est considéré que l'élection est « indivisible » dans son déroulement et doit être contrôlée. Cette interprétation fut modifiée avec la jurisprudence Delmas sur les élections législatives de 1981,.
Le suppléant de Pierre Gamel était Paul Tondut, employé, conseiller municipal de Nîmes.

### Élections de 1962
| Candidat       | Candidat                   | Parti          | Premier tour | Premier tour | Second tour | Second tour |  |
| Candidat       | Candidat                   | Parti          | Voix         | %            | Voix        | %           |  |
| -------------- | -------------------------- | -------------- | ------------ | ------------ | ----------- | ----------- |  |
|                | Pierre Gamel sortant réélu | UNR-UDT        | 12 594       | 33,56        | 20 138      | 52,46       |  |
|                | Louis Maurin               | PCF            | 11 113       | 29,61        | 18 247      | 47,54       |  |
|                | Jean Ménard                | SFIO           | 4 813        | 12,82        | Retrait     | Retrait     |  |
|                | Henry Laget                | CNIP           | 3 505        | 9,34         | Retrait     | Retrait     |  |
|                | Jean Roger                 | MRP            | 2 590        | 6,9          | Retrait     | Retrait     |  |
|                | André Bazile               | Radsoc         | 2 239        | 5,97         | Retrait     | Retrait     |  |
|                | René Cancel                | UFF            | 675          | 1,8          |             |             |  |
|                |                            |                |              |              |             |             |  |
| Inscrits       | Inscrits                   | Inscrits       | 64 061       | 100,00       | 64 059      | 100,00      |  |
| Abstentions    | Abstentions                | Abstentions    | 25 609       | 39,98        | 22 837      | 35,65       |  |
| Votants        | Votants                    | Votants        | 38 452       | 60,02        | 41 222      | 64,35       |  |
| Blancs et nuls | Blancs et nuls             | Blancs et nuls | 923          | 2,4          | 2 837       | 6,88        |  |
| Exprimés       | Exprimés                   | Exprimés       | 37 529       | 97,6         | 38 385      | 93,12       |  |

Le suppléant de Pierre Gamel était Paul Tondut, employé, conseiller général. Paul Tondut remplaça Pierre Gamel, décédé, du 29 mars 1966 au 2 avril 1967.

### Élections de 1967
| Candidat       | Candidat            | Parti          | Premier tour | Premier tour | Second tour | Second tour |  |
| Candidat       | Candidat            | Parti          | Voix         | %            | Voix        | %           |  |
| -------------- | ------------------- | -------------- | ------------ | ------------ | ----------- | ----------- |  |
|                | Paul Tondut sortant | UD-Ve          | 16 996       | 31,9         | 23 122      | 42,62       |  |
|                | Robert Jonis        | PCF            | 13 859       | 26,02        | Retrait     | Retrait     |  |
|                | Georges Dayan élu   | CIR (FGDS)     | 10 301       | 19,34        | 31 125      | 57,38       |  |
|                | Jean Brin           | CD (PDM)       | 4 878        | 9,16         |             |             |  |
|                | Marius Arra         | CR             | 4 261        | 8            |             |             |  |
|                | Louis Lacroix       | ARLP           | 2 977        | 5,59         |             |             |  |
|                |                     |                |              |              |             |             |  |
| Inscrits       | Inscrits            | Inscrits       | 72 841       | 100,00       | 72 842      | 100,00      |  |
| Abstentions    | Abstentions         | Abstentions    | 18 246       | 25,05        | 16 755      | 23          |  |
| Votants        | Votants             | Votants        | 54 595       | 74,95        | 56 087      | 77          |  |
| Blancs et nuls | Blancs et nuls      | Blancs et nuls | 1 323        | 2,42         | 1 840       | 3,28        |  |
| Exprimés       | Exprimés            | Exprimés       | 53 272       | 97,58        | 54 247      | 96,72       |  |

Le suppléant de Georges Dayan était Pierre Brugueirolle, pharmacien, conseiller général SFIO du canton de Nîmes-1, adjoint au maire de Nîmes.

### Élections de 1968
| Candidat       | Candidat              | Parti          | Premier tour | Premier tour | Second tour | Second tour |  |
| Candidat       | Candidat              | Parti          | Voix         | %            | Voix        | %           |  |
| -------------- | --------------------- | -------------- | ------------ | ------------ | ----------- | ----------- |  |
|                | Paul Tondut élu       | UDR (URP)      | 24 499       | 46,72        | 26 843      | 50,97       |  |
|                | Robert Jonis          | PCF            | 12 607       | 24,04        | Retrait     | Retrait     |  |
|                | Georges Dayan sortant | CIR (FGDS)     | 12 572       | 23,97        | 25 823      | 49,03       |  |
|                | Paul Arnassan         | PSU            | 2 761        | 5,27         |             |             |  |
|                |                       |                |              |              |             |             |  |
| Inscrits       | Inscrits              | Inscrits       | 73 867       | 100,00       | 73 867      | 100,00      |  |
| Abstentions    | Abstentions           | Abstentions    | 20 030       | 27,12        | 20 072      | 27,17       |  |
| Votants        | Votants               | Votants        | 53 837       | 72,88        | 53 795      | 72,83       |  |
| Blancs et nuls | Blancs et nuls        | Blancs et nuls | 1 398        | 2,6          | 1 129       | 2,1         |  |
| Exprimés       | Exprimés              | Exprimés       | 52 439       | 97,4         | 52 666      | 97,9        |  |

Le suppléant de Paul Tondut était Pierre Viremouneix, agent d'assurances à Nîmes.

### Élections de 1973
| Candidat       | Candidat                     | Parti          | Premier tour | Premier tour | Second tour | Second tour |  |
| Candidat       | Candidat                     | Parti          | Voix         | %            | Voix        | %           |  |
| -------------- | ---------------------------- | -------------- | ------------ | ------------ | ----------- | ----------- |  |
|                | Émile Jourdan élu            | PCF            | 19 740       | 33,24        | 30 785      | 50,2        |  |
|                | Jean-Claude Servan-Schreiber | UDR (URP)      | 19 136       | 32,22        | 30 543      | 49,8        |  |
|                | Georges Dayan                | PS (UGSD)      | 12 683       | 21,36        | Retrait     | Retrait     |  |
|                | Émile Trémoulet              | MR             | 6 052        | 10,19        |             |             |  |
|                | Jean Chabanis                | PSU            | 1 376        | 2,32         |             |             |  |
|                | Jean-François Garidou        | LCR            | 401          | 0,68         |             |             |  |
|                |                              |                |              |              |             |             |  |
| Inscrits       | Inscrits                     | Inscrits       | 81 169       | 100,00       | 81 135      | 100,00      |  |
| Abstentions    | Abstentions                  | Abstentions    | 20 549       | 25,32        | 17 150      | 21,14       |  |
| Votants        | Votants                      | Votants        | 60 620       | 74,68        | 63 985      | 78,86       |  |
| Blancs et nuls | Blancs et nuls               | Blancs et nuls | 1 232        | 2,03         | 2 657       | 4,15        |  |
| Exprimés       | Exprimés                     | Exprimés       | 59 388       | 97,97        | 61 328      | 95,85       |  |

Le suppléant d'Émile Jourdan était Robert Jonis, mineur, conseiller général du canton de Nîmes-5, Premier adjoint au maire de Nîmes.

### Élections de 1978
| Candidat       | Candidat                     | Parti          | Premier tour | Premier tour | Second tour | Second tour |  |
| Candidat       | Candidat                     | Parti          | Voix         | %            | Voix        | %           |  |
| -------------- | ---------------------------- | -------------- | ------------ | ------------ | ----------- | ----------- |  |
|                | Émile Jourdan sortant réélu  | PCF            | 24 500       | 33,79        | 37 653      | 50,58       |  |
|                | Jean-Claude Servan-Schreiber | RPR            | 18 552       | 25,59        | 36 789      | 49,42       |  |
|                | Jean Matouk                  | PS             | 12 653       | 17,45        | Retrait     | Retrait     |  |
|                | Hélène Dorlhac               | UDF (PR)       | 9 844        | 13,58        |             |             |  |
|                | Michelle Deglon              | Écologie 78    | 2 788        | 3,85         |             |             |  |
|                | Joël Furnon                  | Extrême droite | 2 005        | 2,77         |             |             |  |
|                | Jacques Compère-Roussey      | PSU (FA)       | 724          | 1            |             |             |  |
|                | Paul Bompard                 | FN             | 543          | 0,75         |             |             |  |
|                | Catherine Andrieux           | LO             | 518          | 0,71         |             |             |  |
|                | Michèle Doumèche             | OCT            | 375          | 0,52         |             |             |  |
|                |                              |                |              |              |             |             |  |
| Inscrits       | Inscrits                     | Inscrits       | 93 695       | 100,00       | 93 689      | 100,00      |  |
| Abstentions    | Abstentions                  | Abstentions    | 19 824       | 21,16        | 16 822      | 17,96       |  |
| Votants        | Votants                      | Votants        | 73 871       | 78,84        | 76 867      | 82,04       |  |
| Blancs et nuls | Blancs et nuls               | Blancs et nuls | 1 369        | 1,85         | 2 425       | 3,15        |  |
| Exprimés       | Exprimés                     | Exprimés       | 72 502       | 98,15        | 74 442      | 96,85       |  |

La suppléante d'Émile Jourdan était Colette Attia, médecin à Nîmes.

### Élections de 1981
| Candidat       | Candidat                     | Parti          | Premier tour | Premier tour | Second tour | Second tour |  |
| Candidat       | Candidat                     | Parti          | Voix         | %            | Voix        | %           |  |
| -------------- | ---------------------------- | -------------- | ------------ | ------------ | ----------- | ----------- |  |
|                | Émile Jourdan sortant réélu  | PCF            | 18 474       | 31,01        | 36 072      | 57,54       |  |
|                | Jean Matouk                  | PS             | 17 545       | 29,45        | Retrait     | Retrait     |  |
|                | Jean-Claude Servan-Schreiber | RPR (UNM)      | 12 065       | 20,25        | 26 623      | 42,46       |  |
|                | Antoine Castelnau            | UDF (CDS)      | 8 479        | 14,23        |             |             |  |
|                | Henri Boissin                | MÉP            | 1 283        | 2,15         |             |             |  |
|                | Jacques Guiraudou            | PSU            | 692          | 1,16         |             |             |  |
|                | Hervé Rubi                   | FN             | 673          | 1,13         |             |             |  |
|                | Jocelyne Pezet-Romieux       | MRG            | 359          | 0,60         |             |             |  |
|                |                              |                |              |              |             |             |  |
| Inscrits       | Inscrits                     | Inscrits       | 95 748       | 100,00       | 95 728      | 100,00      |  |
| Abstentions    | Abstentions                  | Abstentions    | 35 635       | 37,22        | 30 615      | 31,98       |  |
| Votants        | Votants                      | Votants        | 60 113       | 62,78        | 65 113      | 68,02       |  |
| Blancs et nuls | Blancs et nuls               | Blancs et nuls | 543          | 0,9          | 2 418       | 3,71        |  |
| Exprimés       | Exprimés                     | Exprimés       | 59 570       | 99,1         | 62 695      | 96,29       |  |

La suppléante d'Émile Jourdan était Colette Attia, médecin à Nîmes.

### Élections de 1986
L'élection n'est pas établie par circonscription mais par scrutin propotionnel à l'échelle départementale.

### Élections de 1988
| Candidat       | Candidat                    | Parti           | Premier tour | Premier tour | Second tour | Second tour |  |
| Candidat       | Candidat                    | Parti           | Voix         | %            | Voix        | %           |  |
| -------------- | --------------------------- | --------------- | ------------ | ------------ | ----------- | ----------- |  |
|                | Jean Bousquet sortant réélu | UDF (Rad) (URC) | 20 208       | 42,12        | 28 652      | 54,95       |  |
|                | Georgina Dufoix sortante    | PS              | 14 181       | 29,55        | 23 488      | 45,05       |  |
|                | Alain Clary                 | PCF             | 7 633        | 15,91        |             |             |  |
|                | Pierre Durand               | FN              | 5 960        | 12,42        |             |             |  |
|                |                             |                 |              |              |             |             |  |
| Inscrits       | Inscrits                    | Inscrits        | 73 619       | 100,00       | 74 099      | 100,00      |  |
| Abstentions    | Abstentions                 | Abstentions     | 25 061       | 34,04        | 20 404      | 27,54       |  |
| Votants        | Votants                     | Votants         | 48 558       | 65,96        | 53 695      | 72,46       |  |
| Blancs et nuls | Blancs et nuls              | Blancs et nuls  | 576          | 1,19         | 1 555       | 2,9         |  |
| Exprimés       | Exprimés                    | Exprimés        | 47 982       | 98,81        | 52 140      | 97,1        |  |

Le suppléant de Jean Bousquet était Camille Lapierre, chirurgien, conseiller général du canton de Nîmes-3, adjoint au maire de Nîmes.

### Élections de 1993
| Candidat       | Candidat                    | Parti                      | Premier tour | Premier tour | Second tour | Second tour |  |
| Candidat       | Candidat                    | Parti                      | Voix         | %            | Voix        | %           |  |
| -------------- | --------------------------- | -------------------------- | ------------ | ------------ | ----------- | ----------- |  |
|                | Jean Bousquet sortant réélu | UDF (Rad)                  | 15 072       | 33,68        | 24 091      | 62,71       |  |
|                | Lorrain de Saint Affrique   | FN                         | 9 572        | 21,39        | 14 325      | 37,29       |  |
|                | Alain Clary                 | PCF                        | 6 400        | 14,3         |             |             |  |
|                | Bernard Casaurang           | PS (ADFP)                  | 5 918        | 13,22        |             |             |  |
|                | Joseph Alcon                | GÉ (EÉ)                    | 2 962        | 6,62         |             |             |  |
|                | Bernard Sestier             | Divers gauche (Maj. prés.) | 1 123        | 2,67         |             |             |  |
|                | Raymonde Bresson            | LT-LNÉ                     | 1 038        | 1,92         |             |             |  |
|                | Frédéric Bompard            | Divers gauche (Maj. prés.) | 870          | 1,94         |             |             |  |
|                | Alain Chaniac               | SÉGA                       | 512          | 1,14         |             |             |  |
|                | Alain Rivron                | PT                         | 460          | 1,03         |             |             |  |
|                | Abdelkader Ainine           | Divers                     | 376          | 0,84         |             |             |  |
|                | Joseph Ponsot               | Divers                     | 229          | 0,51         |             |             |  |
|                | Danila Montacci             | AP                         | 218          | 0,49         |             |             |  |
|                |                             |                            |              |              |             |             |  |
| Inscrits       | Inscrits                    | Inscrits                   | 72 802       | 100,00       | 72 788      | 100,00      |  |
| Abstentions    | Abstentions                 | Abstentions                | 25 610       | 35,18        | 25 910      | 35,6        |  |
| Votants        | Votants                     | Votants                    | 47 192       | 64,82        | 46 878      | 64,4        |  |
| Blancs et nuls | Blancs et nuls              | Blancs et nuls             | 2 442        | 5,17         | 8 462       | 18,05       |  |
| Exprimés       | Exprimés                    | Exprimés                   | 44 750       | 94,83        | 38 416      | 81,95       |  |

Le suppléant de Jean Bousquet était Jacques Pérotti, chirurgien-dentiste à Nîmes.

### Élections de 1997
| Candidat                     | Candidat              | Parti             | Premier tour | Premier tour | Second tour | Second tour |  |
| Candidat                     | Candidat              | Parti             | Voix         | %            | Voix        | %           |  |
| ---------------------------- | --------------------- | ----------------- | ------------ | ------------ | ----------- | ----------- |  |
|                              | Yvan Lachaud          | UDF (FD)          | 12 304       | 26,57        | 20 819      | 40,49       |  |
|                              | Serge Martinez        | FN                | 11 782       | 25,45        | 9 413       | 18,31       |  |
|                              | Alain Clary élu       | PCF               | 10 100       | 21,81        | 21 185      | 41,20       |  |
|                              | Bernard Finiel        | PS                | 7 120        | 15,38        |             |             |  |
|                              | Martine Gros Aguilera | Les Verts         | 1 257        | 2,71         |             |             |  |
|                              | Régis Martin          | MPF (LDI)         | 813          | 1,76         |             |             |  |
|                              | Christian Lacour-Olle | Divers gauche     | 627          | 1,35         |             |             |  |
|                              | Catherine Dos Santos  | GÉ                | 624          | 1,35         |             |             |  |
|                              | Claire Starozinski    | MÉI               | 522          | 1,13         |             |             |  |
|                              | Denise Cavalie        | Divers écologiste | 368          | 0,79         |             |             |  |
|                              | Charles de Chambrun   | Divers droite     | 358          | 0,77         |             |             |  |
|                              | Laurent Aycard        | US4J              | 328          | 0,71         |             |             |  |
|                              | Michel Plantie        | PLN               | 99           | 0,21         |             |             |  |
|                              |                       |                   |              |              |             |             |  |
| Inscrits                     | Inscrits              | Inscrits          | 73 481       | 100,00       | 73 468      | 100,00      |  |
| Abstentions                  | Abstentions           | Abstentions       | 25 330       | 34,47        | 20 317      | 27,65       |  |
| Votants                      | Votants               | Votants           | 48 151       | 65,53        | 53 151      | 72,35       |  |
| Blancs et nuls               | Blancs et nuls        | Blancs et nuls    | 1 849        | 3,84         | 1 734       | 3,26        |  |
| Exprimés                     | Exprimés              | Exprimés          | 46 302       | 96,16        | 51 417      | 96,74       |  |
| Source : Assemblée nationale |                       |                   |              |              |             |             |  |

La suppléante d'Alain Clary était Sylvette Fayet-Francou, conseillère municipale de Nîmes.

### Élections de 2002
| Candidat                     | Candidat               | Parti             | Premier tour | Premier tour | Second tour | Second tour |  |
| Candidat                     | Candidat               | Parti             | Voix         | %            | Voix        | %           |  |
| ---------------------------- | ---------------------- | ----------------- | ------------ | ------------ | ----------- | ----------- |  |
|                              | Yvan Lachaud élu       | UMP (UDF)         | 16 947       | 36,59        | 24 120      | 56,90       |  |
|                              | Alain Clary sortant    | PCF (PS)          | 13 046       | 28,17        | 18 273      | 43,10       |  |
|                              | Évelyne Ruty           | FN                | 8 902        | 19,22        |             |             |  |
|                              | Jocelyne Pezet-Romieux | PRG               | 1 802        | 3,89         |             |             |  |
|                              | Christian Lacour       | diss. UDF         | 1 849        | 4,79         |             |             |  |
|                              | Elizabeth Pascal       | MNR               | 667          | 1,44         |             |             |  |
|                              | Silvain Pastor         | Les Verts         | 636          | 1,37         |             |             |  |
|                              | Philippe Delannay      | LCR               | 420          | 0,91         |             |             |  |
|                              | Philippe Morel-Deville | MPF               | 381          | 0,82         |             |             |  |
|                              | Chantal Pélissier      | Divers écologiste | 366          | 0,79         |             |             |  |
|                              | Abderrahim Berkaoui    | Divers            | 346          | 0,75         |             |             |  |
|                              | Fatima Rag El Hassi    | Pôle républicain  | 314          | 0,68         |             |             |  |
|                              | Ingrid Paton           | CPNT              | 300          | 0,65         |             |             |  |
|                              | Isabelle Crête         | Divers écologiste | 213          | 0,46         |             |             |  |
|                              | Norbert Vidal          | MÉI               | 181          | 0,39         |             |             |  |
|                              | Aïcha Terbèche         | LO                | 168          | 0,36         |             |             |  |
|                              | Jacques Dary           | Divers écologiste | 164          | 0,35         |             |             |  |
|                              | Catherine Louis        | Extrême gauche    | 145          | 0,31         |             |             |  |
|                              | Robert Bérenguier      | Divers            | 115          | 0,25         |             |             |  |
|                              | Sylvain Milione        | GÉ                | 95           | 0,21         |             |             |  |
|                              | Évelyne Tonnelier      | PT                | 77           | 0,17         |             |             |  |
|                              | Françoise Morin        | CNIP              | 73           | 0,16         |             |             |  |
|                              | Martine Gros-Aguilera  | Régionaliste      | 66           | 0,14         |             |             |  |
|                              | Thérèse Vilmin         | Divers gauche     | 56           | 0,12         |             |             |  |
|                              | Jacques Provost        | Divers            | 26           | 0,06         |             |             |  |
|                              |                        |                   |              |              |             |             |  |
| Inscrits                     | Inscrits               | Inscrits          | 77 144       | 100,00       | 77 125      | 100,00      |  |
| Abstentions                  | Abstentions            | Abstentions       | 29 879       | 38,73        | 32 593      | 42,26       |  |
| Votants                      | Votants                | Votants           | 47 265       | 61,27        | 44 532      | 57,74       |  |
| Blancs et nuls               | Blancs et nuls         | Blancs et nuls    | 951          | 2,01         | 2 139       | 4,8         |  |
| Exprimés                     | Exprimés               | Exprimés          | 46 314       | 97,99        | 42 393      | 95,2        |  |
| Source : Assemblée nationale |                        |                   |              |              |             |             |  |

La suppléante de Yvan Lachaud était Françoise Martin, psychologue à Nîmes.

### Élections de 2007
| Candidat       | Candidat                   | Parti               | Premier tour | Premier tour | Second tour | Second tour |  |
| Candidat       | Candidat                   | Parti               | Voix         | %            | Voix        | %           |  |
| -------------- | -------------------------- | ------------------- | ------------ | ------------ | ----------- | ----------- |  |
|                | Yvan Lachaud sortant réélu | NC (UMP)            | 20 891       | 44,79        | 25 717      | 56,96       |  |
|                | Françoise Dumas            | PS                  | 8 324        | 17,85        | 19 432      | 43,04       |  |
|                | Alain Clary                | PCF                 | 6 902        | 14,80        |             |             |  |
|                | Évelyne Ruty               | FN                  | 3 058        | 6,56         |             |             |  |
|                | Simon Casas                | Divers droite       | 2 078        | 4,45         |             |             |  |
|                | Gérard Chayne              | app. UDF–MoDem      | 1 028        | 2,20         |             |             |  |
|                | Ali Karrim                 | Les Verts           | 977          | 2,09         |             |             |  |
|                | Marc Taulelle              | MPF                 | 816          | 1,75         |             |             |  |
|                | Claudine Duplissy          | LCR                 | 784          | 1,68         |             |             |  |
|                | Lysiane Coillet Matillon   | GÉ                  | 490          | 1,05         |             |             |  |
|                | Roselyne Dumas             | Divers (LFA)        | 318          | 0,68         |             |             |  |
|                | Tina Rodriguez             | Extrême gauche (GA) | 292          | 0,63         |             |             |  |
|                | Michel Servile             | MNR                 | 279          | 0,60         |             |             |  |
|                | Aïcha Terbeche             | LO                  | 146          | 0,31         |             |             |  |
|                | Fabienne Fourcade          | PT                  | 133          | 0,29         |             |             |  |
|                | Georges Pigeonneau         | Divers droite       | 129          | 0,28         |             |             |  |
|                |                            |                     |              |              |             |             |  |
| Inscrits       | Inscrits                   | Inscrits            | 83 134       | 100,00       | 83 079      | 100,00      |  |
| Abstentions    | Abstentions                | Abstentions         | 35 684       | 42,92        | 36 166      | 43,53       |  |
| Votants        | Votants                    | Votants             | 47 450       | 57,08        | 46 913      | 56,47       |  |
| Blancs et nuls | Blancs et nuls             | Blancs et nuls      | 805          | 1,7          | 1 764       | 3,76        |  |
| Exprimés       | Exprimés                   | Exprimés            | 46 645       | 98,3         | 45 149      | 96,24       |  |

La suppléante de Yvan Lachaud était Hélène Alliez-Yannicopoulos, sage-femme à Nîmes.

### Élections de 2012
Député sortant : Yvan Lachaud (NC)
| Candidat       | Candidat                 | Parti             | Premier tour | Premier tour | Second tour | Second tour |  |
| Candidat       | Candidat                 | Parti             | Voix         | %            | Voix        | %           |  |
| -------------- | ------------------------ | ----------------- | ------------ | ------------ | ----------- | ----------- |  |
|                | Françoise Dumas élu      | PS (EÉLV)         | 14 545       | 30,31        | 20 694      | 41,89       |  |
|                | Yvan Lachaud sortant     | NC (UMP)          | 13 920       | 29,01        | 16 923      | 34,26       |  |
|                | Julien Sanchez           | RBM (FN)          | 12 487       | 26,02        | 11 781      | 23,85       |  |
|                | Sylvette Fayet           | FG (PCF)          | 3 653        | 7,61         |             |             |  |
|                | Jacques Bourbousson      | PRV               | 1 253        | 2,61         |             |             |  |
|                | Dominique Grossetête     | Divers écologiste | 496          | 1,03         |             |             |  |
|                | Lysiane Coillet-Matillon | LT-LNÉ            | 379          | 0,79         |             |             |  |
|                | Jacques Armando          | DLR               | 282          | 0,59         |             |             |  |
|                | Fatima Rag El Hassi      | MRC               | 248          | 0,52         |             |             |  |
|                | Robert Ponge             | PDF               | 211          | 0,44         |             |             |  |
|                | Guy Dejean               | NPA (MOC)         | 133          | 0,28         |             |             |  |
|                | Isabelle Leclerc         | LO                | 119          | 0,25         |             |             |  |
|                | Anne Alirol              | PO                | 102          | 0,21         |             |             |  |
|                | Michel Albanese          | AÉI               | 90           | 0,19         |             |             |  |
|                | Catherine André          | AR                | 72           | 0,15         |             |             |  |
|                |                          |                   |              |              |             |             |  |
| Inscrits       | Inscrits                 | Inscrits          | 83 399       | 100,00       | 83 375      | 100,00      |  |
| Abstentions    | Abstentions              | Abstentions       | 34 881       | 41,82        | 33 319      | 39,96       |  |
| Votants        | Votants                  | Votants           | 48 518       | 58,18        | 50 056      | 60,04       |  |
| Blancs et nuls | Blancs et nuls           | Blancs et nuls    | 528          | 1,09         | 658         | 1,31        |  |
| Exprimés       | Exprimés                 | Exprimés          | 47 990       | 98,91        | 49 398      | 98,69       |  |

Le suppléant de Françoise Dumas était Juan Martinez, infirmier, conseiller général du canton de Beaucaire, maire de Bellegarde.

### Élections de 2017
|                                                                      | |                           |                           |                          |                          |
|                                                                      | | Premier tour 11 juin 2017 | Premier tour 11 juin 2017 | Second tour 18 juin 2017 | Second tour 18 juin 2017 |
|                                                                      | |                           |                           |                          |                          |
|                                                                      | | Nombre                    | % des inscrits            | Nombre                   | % des inscrits           |
| Inscrits                                                             | Inscrits                                                                                             | 86 943                    | 100,00                    | 86 941                   | 100,00                   |
| Abstentions                                                          | Abstentions                                                                                          | 48 943                    | 56,29                     | 51 929                   | 59,73                    |
| Votants                                                              | Votants                                                                                              | 38 000                    | 43,71                     | 35 012                   | 40,27                    |
|                                                                      | |                           | % des votants             |                          | % des votants            |
| Bulletins blancs                                                     | Bulletins blancs                                                                                     | 594                       | 1,56                      | 2 256                    | 6,44                     |
| Bulletins nuls                                                       | Bulletins nuls                                                                                       | 296                       | 0,78                      | 921                      | 2,63                     |
| Suffrages exprimés                                                   | Suffrages exprimés                                                                                   | 37 110                    | 97,66                     | 31 835                   | 90,93                    |
|                                                                      | |                           |                           |                          |                          |
| Candidat Étiquette politique (partis et alliances)                   | Candidat Étiquette politique (partis et alliances)                                                   | Voix                      | % des exprimés            | Voix                     | % des exprimés           |
|                                                                      | |                           |                           |                          |                          |
|                                                                      | Françoise Dumas (députée sortante) La République en marche !                                         | 10 549                    | 28,43                     | 17 365                   | 54,55                    |
|                                                                      | Yoann Gillet Front national                                                                          | 10 423                    | 28,09                     | 14 470                   | 45,45                    |
|                                                                      | Thierry Procida Union des démocrates et indépendants (Les Républicains)                              | 5 462                     | 14,72                     |                          |                          |
|                                                                      | Yannick Battefort La France insoumise                                                                | 3 688                     | 9,94                      |                          |                          |
|                                                                      | Sylvette Fayet Parti communiste français                                                             | 2 050                     | 5,52                      |                          |                          |
|                                                                      | Hacen Boukhelifa Divers gauche                                                                       | 1 184                     | 3,19                      |                          |                          |
|                                                                      | Dominique Andrieu-Bonnet Europe Écologie Les Verts                                                   | 1 135                     | 3,06                      |                          |                          |
|                                                                      | Jean-Paul Boré Divers (Tous pour Nîmes et son agglomération)                                         | 760                       | 2,05                      |                          |                          |
|                                                                      | Pascaline Fostyk Debout la France                                                                    | 647                       | 1,74                      |                          |                          |
|                                                                      | Lysiane Coillet-Matillon Écologiste (Le Trèfle - Confédération pour l'homme, l'animal et la planète) | 475                       | 1,28                      |                          |                          |
|                                                                      | Isabelle Leclerc Lutte ouvrière                                                                      | 226                       | 0,61                      |                          |                          |
|                                                                      | Tristan Seguin Divers (Union populaire républicaine)                                                 | 189                       | 0,51                      |                          |                          |
|                                                                      | Nasser Mohamedi Écologiste (Mouvement 100 %)                                                         | 178                       | 0,48                      |                          |                          |
|                                                                      | Deniz Ozdemir Divers (Parti égalité et justice)                                                      | 79                        | 0,21                      |                          |                          |
|                                                                      | Michel Flaisler Divers                                                                               | 65                        | 0,18                      |                          |                          |
| Source : Ministère de l'Intérieur - Première circonscription du Gard | |                           |                           |                          |                          |

Le suppléant de Françoise Dumas était Lionel Depétri, garagiste à Beaucaire.

### Élections de 2022
| Résultats des élections législatives des 12 et 19 juin 2022 de la 1re circonscription du Gard |                                                                                   |                           |                           |                          |                          |
|                                                                                               |                                                                                   | Premier tour 12 juin 2022 | Premier tour 12 juin 2022 | Second tour 19 juin 2022 | Second tour 19 juin 2022 |
|                                                                                               |                                                                                   |                           |                           |                          |                          |
|                                                                                               |                                                                                   | Nombre                    | % des inscrits            | Nombre                   | % des inscrits           |
| Inscrits                                                                                      | Inscrits                                                                          | 89 353                    | 100                       | 89 377                   | 100                      |
| Abstentions                                                                                   | Abstentions                                                                       | 52 047                    | 58,25                     | 52 361                   | 58,58                    |
| Votants                                                                                       | Votants                                                                           | 37 306                    | 41,75                     | 37 016                   | 41,42                    |
|                                                                                               |                                                                                   |                           | % des votants             |                          | % des votants            |
| Bulletins blancs                                                                              | Bulletins blancs                                                                  | 569                       | 1,53                      | 2 411                    | 6,51                     |
| Bulletins nuls                                                                                | Bulletins nuls                                                                    | 248                       | 0,66                      | 832                      | 2,25                     |
| Suffrages exprimés                                                                            | Suffrages exprimés                                                                | 36 489                    | 97,81                     | 33 773                   | 91,24                    |
|                                                                                               |                                                                                   |                           |                           |                          |                          |
| Candidat Étiquette politique (partis et alliances)                                            | Candidat Étiquette politique (partis et alliances)                                | Voix                      | % des exprimés            | Voix                     | % des exprimés           |
|                                                                                               |                                                                                   |                           |                           |                          |                          |
|                                                                                               | Yoann Gillet Rassemblement national                                               | 11 547                    | 31,65                     | 17 564                   | 52,01                    |
|                                                                                               | Françoise Dumas Ensemble                                                          | 9 200                     | 25,21                     | 16 209                   | 47,99                    |
|                                                                                               | Charles Menard Nouvelle Union populaire écologique et sociale La France insoumise | 8 731                     | 23,93                     |                          |                          |
|                                                                                               | Erick Cavaglia Reconquête                                                         | 2 269                     | 6,22                      |                          |                          |
|                                                                                               | Véronique Gardeur-Bancel Les Républicains                                         | 2 125                     | 5,82                      |                          |                          |
|                                                                                               | Sylvie Danjou Écologistes                                                         | 732                       | 2,01                      |                          |                          |
|                                                                                               | Yannick Cogo Écologistes                                                          | 461                       | 1,26                      |                          |                          |
|                                                                                               | Isabelle Leclerc Lutte ouvrière                                                   | 334                       | 0,92                      |                          |                          |
|                                                                                               | Sarah Ausseil Le Mouvement de la ruralité                                         | 333                       | 0,91                      |                          |                          |
|                                                                                               | Evrard Zaouche Divers                                                             | 259                       | 0,71                      |                          |                          |
|                                                                                               | Alain Moula Divers                                                                | 258                       | 0,71                      |                          |                          |
|                                                                                               | Naïma Ouateli Union des Musulmans de France                                       | 240                       | 0,66                      |                          |                          |
| * Député sortant                                                                              |                                                                                   |                           |                           |                          |                          |

Le suppléant de Yoann Gillet était Julien Sanchez, conseiller régional, maire de Beaucaire.

### Élections de 2024
| Candidat                 | Candidat                 | Parti et coalition       | Nuance                   | Premier tour | Premier tour | Second tour | Second tour |
| Candidat                 | Candidat                 | Parti et coalition       | Nuance                   | Voix         | %            | Voix        | %           |
| ------------------------ | ------------------------ | ------------------------ | ------------------------ | ------------ | ------------ | ----------- | ----------- |
|                          | Yoann Gillet réélu       | RN                       | RN                       | 24 894       | 43,91        | 28 259      | 54,22       |
|                          | Charles Menard           | LFI (NFP)                | UG                       | 16 747       | 29,54        | 23 856      | 45,78       |
|                          | Valérie Rouverand        | RE (ENS)                 | ENS                      | 11 394       | 20,10        | Retrait     | Retrait     |
|                          | Loumy Bourghol           | LR                       | LR                       | 3 076        | 5,43         |             |             |
|                          | Isabelle Leclerc         | LO                       | EXG                      | 587          | 1,04         |             |             |
|                          |                          |                          |                          |              |              |             |             |
| Suffrages exprimés       | Suffrages exprimés       | Suffrages exprimés       | Suffrages exprimés       | 56 698       | 97,87        | 52 115      | 90,74       |
| Votes blancs             | Votes blancs             | Votes blancs             | Votes blancs             | 870          | 1,50         | 4 021       | 7,00        |
| Votes nuls               | Votes nuls               | Votes nuls               | Votes nuls               | 364          | 0,63         | 1 299       | 2,26        |
| Total                    | Total                    | Total                    | Total                    | 57 932       | 100          | 57 435      | 100         |
| Abstention               | Abstention               | Abstention               | Abstention               | 32 430       | 35,89        | 32 960      | 36,46       |
| Inscrits / participation | Inscrits / participation | Inscrits / participation | Inscrits / participation | 90 362       | 64,11        | 90 395      | 63,54       |

Le suppléant de Yoann Gillet est Jean-Pierre Fuster, chef d'entreprise retraité, conseiller départemental du canton de Beaucaire.

#### Département du Gard
- La fiche de l'INSEE de cette circonscription : « Tableaux et Analyses de la première circonscription du Gard », sur insee.fr, site de l'Institut national de la statistique et des études économiques (consulté le 10 juin 2007) [PDF]

- « Tous les députés du département du Gard depuis 1789 » [archive du 28 septembre 2007], sur assemblee-nationale.fr, site de l'Assemblée nationale française (consulté le 10 juin 2007)

- « Informations contentieuses sur le département du Gard (Élections législatives de 2002) »(Archive.org • Wikiwix • Archive.is • Google • Que faire ?), sur conseil-constitutionnel.fr, site du Conseil constitutionnel (consulté le 13 juin 2007)